# كونور تشابمان
كونور إدوارد تشابمان (بالإنجليزية: Connor Chapman) مواليد 31 أكتوبر 1994 في سيدني، هو لاعب كرة قدم أسترالي يلعب مع نادي ملبورن سيتي كمدافع.

## مرحلة الشباب

### أندية لعب لها
- ماركوني ستاليونز

## المسيرة الاحترافية

### أندية لعب لها
- نادي ملبورن سيتي

## روابط خارجية
- كونور تشابمان على موقع الاتحاد الدولي (مؤرشف)  (الإنجليزية)
- كونور تشابمان على موقع دوري كوريا الجنوبية (الإنجليزية)
- كونور تشابمان على موقع قاعدة بيانات كرة القدم.إي يو (الإنجليزية)
- كونور تشابمان على موقع Soccerway.com (الإنجليزية)